# Брати Савченки
Брати́ Са́вченки — троє братів-партизанів з села Мошни, які брали активну визвольну участь в Другій світовій війні в районі міста Черкаси. На їх честь була названа одна з вулиць міста.

Феодосій Родіонович
Іван Родіонович
Григорій Родіонович
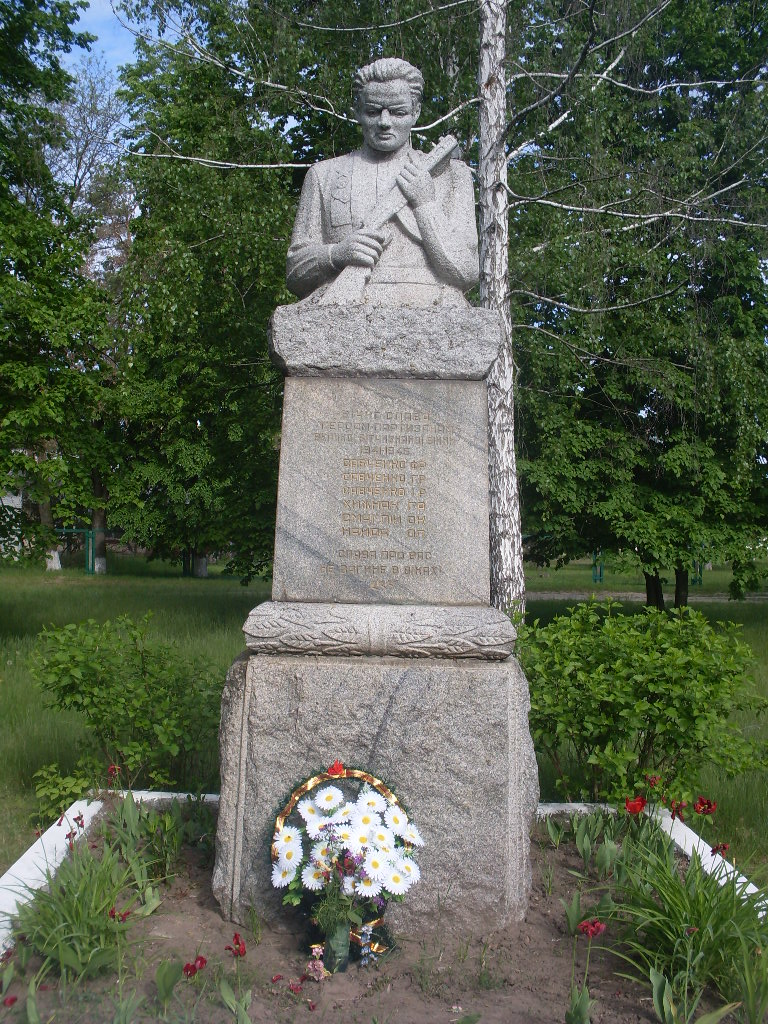
Братська могила

З вересня 1941 по листопад 1942 років поблизу міста Черкаси діяв партизанський загін, який очолювали Феодосій Родіонович та Сергій Пальоха. Іван Родіонович був командиром роти, а Григорій Родіонович — політруком роти. Загін мав багато своїх таємних агентів, які надавали інформацію про дії німців. Партизани у відповідь завдавали великої шкоди ворогу на підступах до міста. Найбільші операції проводили на шляху Черкаси-Мошни. у вересні вони оволоділи рідним селом, знищили телефонну станцію, розгромили декілька німецьких обозів, спалили десятки авто, вбили 30 ворогів. Успішними були також операції в сусідніх селах Будище, Кумейки, Геронимівка. Загалом загін пройшов понад 2 тисячі км 5 районами Черкаської та Кіровоградської областей, знищивши при цьому понад 200 німців.
В листопаді 1941 року загинув Григорій, в травні 1942 року — Феодосій, а в листопад 1942 року — Іван. Їх було посмертно нагороджено орденами Вітчизняної Війни 1 ступеня. Поховані в братській могилі в рідному селі Мошни разом з 4 іншими партизанами.